# Sverdrup
Sverdrup (simbol Sv) je v oceanografiji metrična enota izven sistema SI za pretok, pri čemer je 1 Sv enak 1 milijonu m3/s.  Enakovreden je izpeljani SI enoti kubični hektometer na sekundo (simbol: hm3/s ali hm3s−1). Skoraj izključno se uporablja v oceanografiji za merjenje volumetrične hitrosti pretoka oceanskih tokov. Imenuje se po Haraldu Sverdrupu.
En sverdrup je približno petkrat večja enota od pretoka največje reke na svetu, Amazonke. V kontekstu oceanskih tokov si lahko prostornino enega milijona kubičnih metrov predstavljamo kot "kocko" oceana z dimenzijami 1 × 1 × 1 (širina × dolžina × debelina). V tem merilu je to enote lažje primerjati s širino toka (nekaj km), globino (nekaj sto metrov) in hitrostjo toka (v metrih na sekundo). Tako bi hipotetični tok s širino 50 m, globino 500 m in hitrostjo 2 m/s prepeljal 50 Sv vode. Celoten svetovni dotok sladke vode iz rek v oceane znaša približno 12 Sv.
Sverdrup se razlikuje od enote SI sievert ali enote svedberg, ki ni del sistema SI. Vsi trije uporabljajo isti simbol, niso pa si sorodne.

## Zgodovina
Enota je poimenovana po norveškem oceanografu, meteorologu in polarnem raziskovalcu Haraldu Ulriku Sverdrupu (1888–1957), ki je leta 1942 skupaj z Martinom W. Johnsonom in Richardom H napisal knjigo The Oceans, Their Physics, Chemistry, and General Biology (slovensko Oceani: njihova fizika, kemija in splošna biologija).
V 50. in zgodnjih 60. letih 20. stoletja so tako sovjetski kot severnoameriški znanstveniki razmišljali o zajezitvi Beringovega preliva, s čimer bi zmerno topla atlantska voda segrela hladno Arktično morje in, po teoriji, naredili Sibirijo in severno Kanado bivanjsko bolj primerni. Kot del severnoameriške ekipe je kanadski oceanograf Maxwell Dunbar ugotovil, da je večkratno navajanje milijonov kubičnih metrov na sekundo "zelo okorno". Mimogrede je predlagal, da je kot nova enota vodnega toka skozi Beringovo ožino en sverdrup. Na simpoziju Arktičnega bazena oktobra 1962 je enota prišla v splošno uporabo.